# Pap (Ungheria)
Pap è un comune dell'Ungheria di 1 805 abitanti (dati 2001). È situato nella contea di Szabolcs-Szatmár-Bereg.